# Point Roberts
Point Roberts az Amerikai Egyesült Államok északnyugati részén, Washington állam Whatcom megyéjében elhelyezkedő település.
Point Roberts önkormányzattal nem rendelkező, úgynevezett statisztikai település; a Népszámlálási Hivatal nyilvántartásában szerepel, de közigazgatási feladatait Whatcom megye látja el. A 2010. évi népszámlálási adatok alapján 1314 lakosa van.
A helység szárazföldön csak Kanada Brit Columbia tartománya felől közelíthető meg. A helyi általános iskola fenntartója a Blaine-i Tankerület.

## Története
A Tsawwassen-félsziget déli része az őslakosok kedvelt halászóhelye volt. Az indiánok a félszigetnek a q̓ʷulƛ̕əl̕ nevet adták. Francisco de Eliza és csapata 1791-ben érkezett a térségbe; ők a területet Isla de Cepedának (vagy Isla de Zepedának) keresztelték. George Vancouver és Dionisio Alcalá Galiano 1792-ben találkoztak a mai Point Robertstől nem messze. 1792. június 13-a reggel Galiano felfedezte, hogy a földdarab valójában egy félsziget, így azt Punta Cepedára nevezte át. A két fél megegyezett, hogy együtt térképezik fel a Georgia-szorost.
Point Roberts névadója Henry Roberts, a Vancouver-expedíció parancsnoka.

### A határ kijelölése
A határviták miatt többen is kérték James Knox Polk elnöktől, hogy az oregoni territórium 54. szélességi körig és 40. hosszúsági fokig húzódó területét annektálja. James Buchanan javaslatára a briteknek a 49. körtől délre nem lenne kereskedelmi joguk, azonban ezt a britek nem fogadták el, az USA pedig kihátrált a javaslat mögül.
1846. április 18-án a brit felet értesítették, hogy az USA kongresszusa a közös megszállásról szóló 1818-as egyezményt hatályon kívül helyezte. A briteknek szárazföldi területeket kellett feladniuk azért, hogy a Vancouver-sziget a fennhatóságuk alatt maradhasson. Aberdeen brit külügyi titkár javaslatára a határt a 49. szélességi körnél húzták meg, ezáltal a sziget a brit félnél maradhatott. Az oregoni egyezményt 1846. június 15-én írták alá.
Miután a brit fél rájött, hogy Point Roberts az USA-tól elszigetelt terület, javasolták, hogy az ő fennhatóságuk alá kerüljön; ennek érdekében az Egyesült Államok számára egy szárazföldi területet engedtek volna át. Az amerikai fél reakciója nem ismert.

### Kapcsolat Kanadával
Az 1858-as Fraser-aranyláz során létrejött Robert’s Town település, amelyet adóelkerülés céljából alapítottak.
1949-ben felmerült a terület Kanadához csatolása; egy 1952-es tervezet javasolta nemzetközi park kialakítását, illetve a terület 99 vagy 999 évre történő bérbeadását. Az 1973-as aszály során a helyi kutak kiszáradtak; az USA a kanadaiak vízellátásának megszüntetésével fenyegetőzött. Az 1987. augusztus 28-án aláírt megállapodás szerint a Point Roberts-i vízszolgáltató bizonyos mennyiséget a kanadaiaktól vásárol.
A 2001. szeptember 11-ei terrortámadásokat követően megerősítették a határ védelmét, amely a lakók számára jelentős időveszteséget okozott. Egy tanulmány szerint a koronavírus-járvány és a lezárások miatt a helyi vállalkozások 80%-a megszűnt. 2021 februárjától a kanadai fél nem követeli meg a Point Roberts-i lakosok koronavírus-tesztelését.

## Éghajlat
| Hónap                         | Jan.  | Feb.  | Már.  | Ápr. | Máj. | Jún. | Júl. | Aug. | Szep. | Okt. | Nov.  | Dec.  | Év    |
| ----------------------------- | ----- | ----- | ----- | ---- | ---- | ---- | ---- | ---- | ----- | ---- | ----- | ----- | ----- |
| Rekord max. hőmérséklet (°C)  | 16,0  | 20,0  | 22,0  | 27,0 | 29,0 | 33,0 | 35,0 | 33,0 | 30,0  | 26,0 | 18,0  | 17,0  | 35,0  |
| Átlagos max. hőmérséklet (°C) | 6,0   | 9,0   | 11,0  | 14,0 | 18,0 | 21,0 | 22,0 | 22,0 | 19,0  | 14,0 | 9,0   | 6,0   | 14,3  |
| Átlagos min. hőmérséklet (°C) | −1,0  | 0,0   | 1,0   | 3,0  | 6,0  | 9,0  | 11,0 | 11,0 | 8,0   | 4,0  | 2,0   | −1,0  | 4,4   |
| Rekord min. hőmérséklet (°C)  | −18,0 | −18,0 | −12,0 | −6,0 | −3,0 | 2,0  | 3,0  | 3,0  | −2,0  | −7,0 | −14,0 | −18,0 | −18,0 |
| Átl. csapadékmennyiség (mm)   | 135   | 107   | 92    | 72   | 66   | 54   | 38   | 38   | 49    | 95   | 160   | 147   | 1053  |
| Forrás: Intellicast           |       |       |       |      |      |      |      |      |       |      |       |       |       |

## Gazdaság
Mivel Brit Columbia tartományban 1986-ig vasárnapi alkoholtilalom volt érvényben, ezért számos kanadai látogatta a Point Roberts-i bárokat és éjszakai klubokat. Számos kanadai bérel itt postafiókot, mivel így nem kell a nemzetközi kézbesítés díját megfizetniük. Korábban a vancouveri USA-konzulátus is egy Point Roberts-i postafiókot bérelt, de küldeményeik ma már Blaine-be érkeznek.
Mivel az USA felől a szárazföldi megközelítéshez kétszer is át kell kelni a határon, a települést az „USA legjobb zárt közösségének” is nevezik; a bűnözés mértéke alacsony, a közbiztonságé pedig magas. Mivel az USA-beli biztosítók a kanadai egészségügyi ellátásokat nem térítik meg, ezért a helyieknek a bellinghami intézményeket kell igénybe venniük.

## Infrastruktúra

### Közlekedés
Mivel a Covid19-pandémia miatt a szárazföldi határátkelőket az elengedhetetlen utazások kivételével lezárták, a Whatcom Transportation Authority 2020 augusztusában a San Juan Cruisestől bérelt járművekkel kompjáratot indított Point Roberts és Bellingham között. A járat eleinte hetente egyszer közlekedett, de a megnövekedett igények miatt ezt heti kettőre növelték.

### Távközlés
A telefonszolgáltatást 1988-ig a kanadai BC Tel biztosította, így a kanadai hívószámok helyi, míg az USA-beliek nemzetközi tarifával voltak hívhatóak. A térség körzethívószáma 1995-ben 360-ra változott. A helyi szolgáltató a Whidbey Telecom.

## Nevezetes személyek
- Alexander Mogilny, jégkorongozó[25]
- Bob Robertson, sportkommentátor[26]
- Dave Nonis, jégkorongozó[27]
- Glen Hanlon, jégkorongedző[28]
- John Tortorella jégkorongedző[29]
- Katee Sackhoff, színész[30]
- Kekuta Manneh, labdarúgó[31]
- Margaret Laurence, regényíró[32]
- Nancy Wilson, gitáros[33]
- Roger Fisher, zenész[33]

## Fordítás
- Ez a szócikk részben vagy egészben  a   Point Roberts, Washington című angol Wikipédia-szócikk ezen változatának fordításán alapul.  Az eredeti cikk szerkesztőit annak laptörténete sorolja fel. Ez a jelzés csupán a megfogalmazás eredetét és a szerzői jogokat jelzi, nem szolgál a cikkben szereplő információk forrásmegjelöléseként.